# Plumatella repens
Espèce

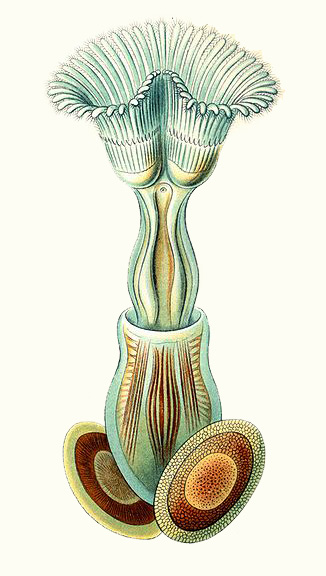
Plumatella repens ; individu fondateur d'une colonie émergeant d'un statoblaste (dessin de Haeckel (1904), extrait d'une planche d'illustration sur les bryozoaires)

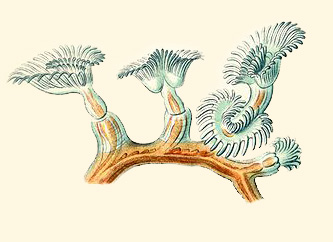
Plumatella repens ; dessin de Haeckel (1904), extrait d'une planche d'illustration sur les bryozoaires ; détail d'un groupe de polypes

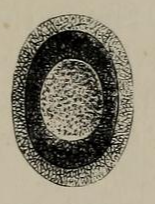
Statoblaste de Plumatella repens

Plumatella repens est un genre de petits ectoproctes (bryozoaires) d'eau douce de la famille des Plumatellidae.

## Dénomination
Son nom de genre provient du fait que, vu de près, les polypes donnent à une colonie dense un aspect « plumeux », le nom d’espèce provient du fait que les rameaux formés par la colonie s’étendent souvent sur des branches ou troncs immergés de manière rampante, parfois sur des supports durs (ex : brique ou pierre sur le fond), mais jamais directement sur la vase ou un sédiment fin.

## Parasitoses
P. repens, sans surprise étant donné son mode d'alimentation, peut être infesté par divers parasite, dont un ver malacosporéen qui produit dans son hôte des sacs de spores de 1,2 mm de long (ces spores, presque semblables à celles de deux espèces déjà identifiées de Tetracapsula (Myxozoa) : T. bryozoides et Tetracapsula bryosalmonae redouté pour les dégâts qu'il peut faire dans certaines piscicultures de salmonidés) sont relargués dans le milieu via les lophophores).

### Clés de détermination
- Mundy - Clé de détermination des bryozoaires anglais et européens
- Wood II - Nouvelle clé de détermination des bryozoaires anglais, irlandais et d'Europe continentale (A new key to the freshwater bryozoans of Britain, Ireland and Continental Europe)